# Elleston Trevor
Pour les articles homonymes, voir Trevor.
Œuvres principales
Le Secret du rapport Quiller
Elleston Trevor, pseudonyme de Trevor Dudley-Smith né le 17 février 1920 à Bromley, dans le Grand Londres et mort le 21 juillet 1995 à Cave Creek, en Arizona, est un écrivain britannique.
Il est surtout connu en français pour ses romans d'espionnage signés du pseudonyme Adam Hall. Il a également écrit sous les pseudonymes de Mansell Black, Trevor Burgess, Roger Fitzalan, Howard North, Simon Rattray, Warwick Scott, Caesar Smith et Lesley Stone. Son œuvre compte des romans, des ouvrages de littérature d'enfance et de jeunesse et des pièces de théâtre.

## Biographie
Il fait ses études dans le Kent, notamment à l'école Sevenoaks de 1932 à 1938. Pendant la Seconde Guerre mondiale, il s'engage dans la Royal Air Force.
Il amorce sa carrière d'écrivain en 1943 par la publication d'ouvrages pour la jeunesse et ses premiers romans policiers. Une fois démobilisé, il se consacre entièrement à l'écriture. Pour écouler son abondante production, il choisit de signer ses parutions sous de nombreux pseudonymes, dont les deux plus importants sont Adam Hall pour ses romans d'espionnage et la série de l'agent secret britannique Quiller, et Elleston Trevor pour ses récits de guerre ou d'aventures, ainsi que des romans pour la jeunesse et des pièces de théâtre.
Sous le pseudonyme d'Adam Hall, il obtient le prix Edgar-Allan-Poe du meilleur roman et le grand prix de littérature policière en 1966 pour Le Secret du rapport Quiller (Berlin Memorandum ou The Quiller Memorandum).

## Œuvre

### Romans

#### SérieQuillersignée Adam Hall
- The Berlin Memorandum ou The Quiller Memorandum (1965) Publié en français sous le titre Berlin Memorandum, traduit par Philippe Labro, Paris, Presses de la Cité, 1965, 318 p. (BNF 33037255) ; réédition sous le titre Le Secret du rapport Quiller, Presses Pocket no 545, 251 p. (BNF 33037257)
- The 9th Directive (1966) Publié en français sous le titre La 9e Directive : Quiller à Bangkok, traduit par Frank Jansen, Paris, Presses de la Cité, 1967, 285 p. (BNF 33037256)
- The Striker Portfolio (1968) Publié en français sous le titre Le Dossier Striker, traduit par Constance Gallet, Paris, Presses de la Cité, coll. « Punch » no 124, 1977, 250 p. (BNF 36142660)
- The Warsaw Document (1971) Publié en français sous le titre Le Document de Varsovie, traduit par François Segrestaa, Paris, Presses de la Cité, coll. « Punch » no 74, 1977, 245 p. (BNF 34647735)
- The Tango Briefing (1973) Publié en français sous le titre Mission Tango, traduit par Roland Mehl, Paris, Éditions Hachette, coll. « Thrillers », 1974, 281 p.  (ISBN 2-01-001137-6)
- The Mandarin Cypher (1975)
- The Kobra Manifesto (1976)
- The Sinkiang Executive (1978)
- The Scorpion Signal (1979)
- The Pekin Target ou The Peking Target (É.-U.) (1981)
- Northlight ou Quiller (É.-U.) (1985) Publié en français sous le titre Opération étoile polaire, traduit par Josie Fanon, Paris, Presses de la Cité, 1987, 220 p.  (ISBN 2-258-01967-2)
- Quiller's Run (1988)
- Quiller KGB (1989)
- Quiller Barracuda (1990)
- Quiller Bamboo (1991)
- Quiller Solitaire (1992)
- Quiller Meridian (1993)
- Quiller Salamander (1994)
- Quiller Balalaika (1996)

#### Roman court de la sérieQuiller
- Last Rites (1986)

#### Autres romans signés Adam Hall
- The Volcanoes of San Domingo (1963), également signé Elliston Trevor Publié en français sous le titre Les Volcans de San Domingo, Paris, trad. de Claude Saunier, Éditions Fleuve Noir, 1967, 379 p. (BNF 33196216)
- A Blaze of Arms (1967), également paru sous le pseudonyme Roger Fitzalan
- The Sibling (1979), également paru sous la signature Elleston Trevor

#### Romans signés Mansell Black
- Dead on Course (1951)
- Sinister Cargo (1951)
- Shadow of Evil (1953)
- Steps in the Dark (1954)

#### Romans signés Trevor Dudley-Smith
- Over the Wall (1943)
- Double Who Double Crossed (1944)
- Escape to Fear (1948)
- Now Try the Morgue (1948)

#### Roman signé Howard North
- Expressway (1973), également signé Elleston Trevor Publié en français sous le titre Expressway, traduit par Frank Straschitz, Paris, Éditions Robert Laffont, coll. « Best sellers », 1974, 354 p. (BNF 35432757)

#### Romans signés Simon Rattray
- Knight Sinister (1951)
- Queen in Danger (1952)
- Bishop in Check (1953)
- Dead Silence (1954, retitré Pawn in Jeopardy sous le pseudonyme Adam Hall
- Dead Circuit (1955), retitré Rook's Gambit sous le pseudonyme Adam Hall
- Dead Sequence (1957)

#### Romans signés Warwick Scott
- Image in the Dust ou Cockpit (É.-U.) (1951), également signé Elleston Trevor Publié en français sous le titre La Course folle de l’amour, Paris, traduit par Laure Casseau, Éditions Fleuve Noir, 1969, 381 p. (BNF 33196209)
- The Domesday Story ou Doomsday (É.-U.) (1952)
- Naked Canvas (1954)

#### Roman signé Caesar Smith
- Heat Wave (1957)

#### Romans signés Lesley Stone
- Siren Song (1985)
- Riviera Story (1987)

#### Romans signés Elleston Trevor
- The Immortal Error (1946)
- Chorus of Echoes (1950) Publié en français sous le titre La vie est au bout du tunnel, Paris, traduit par Lily Jumel, Éditions Fleuve Noir, 1969, 380 p. (BNF 33196215)
- Redfern's Miracle (1951)
- Tiger Street (1951) Publié en français sous le titre Tiger street, traduit par Pierre-François Caillé, Paris, Éditions Robert Laffont, coll. « Pavillons », 1952, 255 p. (BNF 31494413)
- A Blaze of Roses ou The Fire-Raiser (G.-B.) (1952)
- The Passion and the Pity (1953) Publié en français sous le titre Une marge d’erreur, Paris, trad. de Claude Breuer, Éditions Fleuve Noir, coll. « Grands romans », 1969, 379 p. (BNF 35142400)
- The Big Pick-Up (1955) Publié en français sous le titre Dunkerque, Paris, Éditions Fleuve Noir, coll. « Feu » no 19, 1964, 269 p. (BNF 32956809)
- Squadron Airborne (1955) Publié en français sous le titre Jamais tant d'hommes, traduit par L. Jumel, Paris, Éditions Fleuve Noir, coll. « Feu » no 41, 1964, 267 p. (BNF 32956831)
- The Killing Ground (1956) Publié en français sous le titre La Poche de Falaise, Paris, Éditions Fleuve Noir, coll. « Feu » no 22, 1964, 252 p. (BNF 32956812)
- Gale Force (1956) Publié en français sous le titre Tempête force 12, traduit par Michel L. Landa, Paris, Éditions Calmann-Lévy, 1958, 267 p. (BNF 31494412)
- The Pillars of Midnight ou 80,000 Suspects (G.-B.) (1957)
- Dream of Death (1958)
- Runaway Man (1958)
- Silhouette (1959)
- The V.I.P. (1959) Publié en français sous le titre Une très importante personne, Paris, traduit par Claude Saunier, Éditions Fleuve Noir, 1969, 379 p. (BNF 33196214)
- The Billboard Madonna (1960) Publié en français sous le titre La Madone aux affiches, Paris, traduit par Lily Jumel, Éditions Fleuve Noir, 1967, 379 p. (BNF 33196212)
- The Mind of Max Duvine (1960)
- The Burning Shore ou The Pasang Run (É.-U.) (1961) Publié en français sous le titre L’Avion de Singapour, Paris, traduit par Laure Casseau, Éditions Fleuve Noir, 1966, 380 p. (BNF 33196208)
- The Flight of the Phoenix (1964) Publié en français sous le titre Direction Koufra, traduit par France-Marie Watkins, Paris, Presses de la Cité, 1964, 284 p. (BNF 33196210)
- The Second Chance (1965)
- Weave a Rope of Sand (1965)
- The Shoot (1966) Publié en français sous le titre Objectif Pékin, traduit par Marie-Dominique Mauduit, Paris, Presses de la Cité, 1967, 285 p. (BNF 33196213)
- The Freebooters (1967) Publié en français sous le titre Les Loups solitaires, traduit par Frank Jansen, Paris, Presses de la Cité, 1967, 285 p. (BNF 33196211)
- A Place for the Wicked (1968)
- Bury Him Among Kings (1970)
- The Paragon ou Night Stop (É.-U.) (1975)
- The Theta Syndrome (1977)
- Blue Jay Summer (1977)
- Seven Witnesses (1977)
- The Damocles Sword (1981)
- The Penthouse (1983)
- Deathwatch (1984)
- The Sister (1994)
- Flycatcher (1994)

### Ouvrages pour la jeunesse

#### Signés Elleston Trevor
- Wumpus (1945)
- Deep Wood (1945)
- Heather Hill (1946)
- More About Wumpus (1947)
- The Island of the Pines (1948)
- The Secret Travellers (1948)
- Where's Wumpus (1948)
- Badger's Beech (1948)
- The Wizard of the Wood (1948)
- Badger's Moon (1949)
- Ant's Castle (1949)
- Mole's Castle (1951)
- Sweethallow Valley (1951)
- Challenge of the Firebrand (1951)
- Secret Arena (1951)
- Forbidden Kingdom (1955)
- Badger's Wood (1958)
- The Crystal City (1959)
- Green Glade (1959)
- Squirrel's Island (1963)
- The Chipmunks of Willow Wood (1975)

#### Signés Trevor Burgess
- A Spy at Monk's Court (1949)
- Mystery of the Missing Book (1950)
- The Racing Wraith (1953)

#### Signés Trevor Dudley-Smith
- Into the Happy Glade (1943)
- By a Silver Stream (1944)

### Pièces de théâtre signées Elleston Trevor
- The Last of the Daylight (1959)
- Murder by All Means (1960)
- The Search (1963)
- A Pinch of Purple (1971)
- A Touch of Purple (1972)
- Just Before Dawn (1972)

## Adaptations

### Au cinéma
- 1952 : Wings of Danger, film britannique de Terence Fisher, d'après le roman Dead on Course (1951), avec Zachary Scott et Robert Beatty
- 1953 : Mantrap, film britannique de Terence Fisher, d'après le roman Queen in Danger (1952), avec Paul Henreid et Lois Maxwell
- 1958 : Dunkerque (Dunkirk), film britannique de Leslie Norman, d'après le roman The Big Pick-Up (1955), avec John Mills et Richard Attenborough
- 1963 : 80,000 Suspects, film britannique réalisé par Val Guest, d'après le roman The Pillars of Midnight (1957), avec Claire Bloom et Richard Johnson
- 1965 : Le Vol du Phénix (The Flight of the Phoenix), film américain réalisé par Robert Aldrich, d'après le roman éponyme publié en 1964, avec James Stewart, Richard Attenborough et Peter Finch
- 1966 : Le Secret du rapport Quiller (The Quiller Memorandum), film américano-britannique réalisé par Michael Anderson, d'après le roman éponyme publié en 1965, avec George Segal, Alec Guinness et Max von Sydow

### À la télévision
- 1958 : The Pillars of Midnight, épisode 1, saison 3, de la série britannique Armchair Theatre réalisé par George More O'Ferrall, avec George Baker
- 1975 : Quiller (en), série télévisée britannique en 13 épisodes de 50 minutes, avec Michael Jayston dans le rôle-titre
- 1976 : Carambolages (Smash-Up Interstate 5), téléfilm britannique de John Llewellyn Moxey, d'après le roman Expressway (1973), avec Robert Conrad
- 1989 : Chute libre (The Penthouse), téléfilm canado-américain de David Greene, d'après le romanéponyme publié en 1983, avec Robin Givens

## Prix et distinctions

### Prix
- Prix Edgar-Allan-Poe 1966 du meilleur roman pour The Berlin Memorandum][2]
- Grand prix de littérature policière 1966 pour Berlin memorandum[3]

### Nomination
- Gold Dagger Award 1971 pour The Warsaw Document[4]

## Source
- Claude Mesplède, Dictionnaire des littératures policières, vol. 1 : A - I, Nantes, Joseph K, coll. « Temps noir », 2007, 1054 p. (ISBN 978-2-910-68644-4, OCLC 315873251), p. 914-915 (Notice sur Adam Hall).